# Serra de l'Arrábida
Pour les articles homonymes, voir Arrábida.
La serra de l'Arrábida (en portugais : Serra da Arrábida) est une montagne culminant à 501 mètres, située sur la rive nord de l'estuaire du rio Sado, dans la péninsule de Setúbal, au Portugal. 
Ce chaînon calcaire d'origine jurassique forme une barrière étirée du sud-ouest au nord-est entre Azoia et Palmela sur une trentaine de kilomètres de long pour 7 km de large maximum.
Les deux versants de cette serra offrent un contraste frappant. Le versant nord, aux reliefs adoucis, portent des vignes, des vergers et des oliviers et, sur ses mauvaises terres, des broussailles et des pins, témoins du boisement primitif. Le versant sud tombe sur l'océan en un abrupt de 500 m. Son rivage échancré, la couleur blanche ou ocre de ses assises calcaires, le bleu de l'Atlantique, une végétation de maquis où dominent les pins et les cyprès émergeant d'un taillis d'arbousiers, de myrtes et de lentisques présentent tous les attraits du littoral méditerranéen.

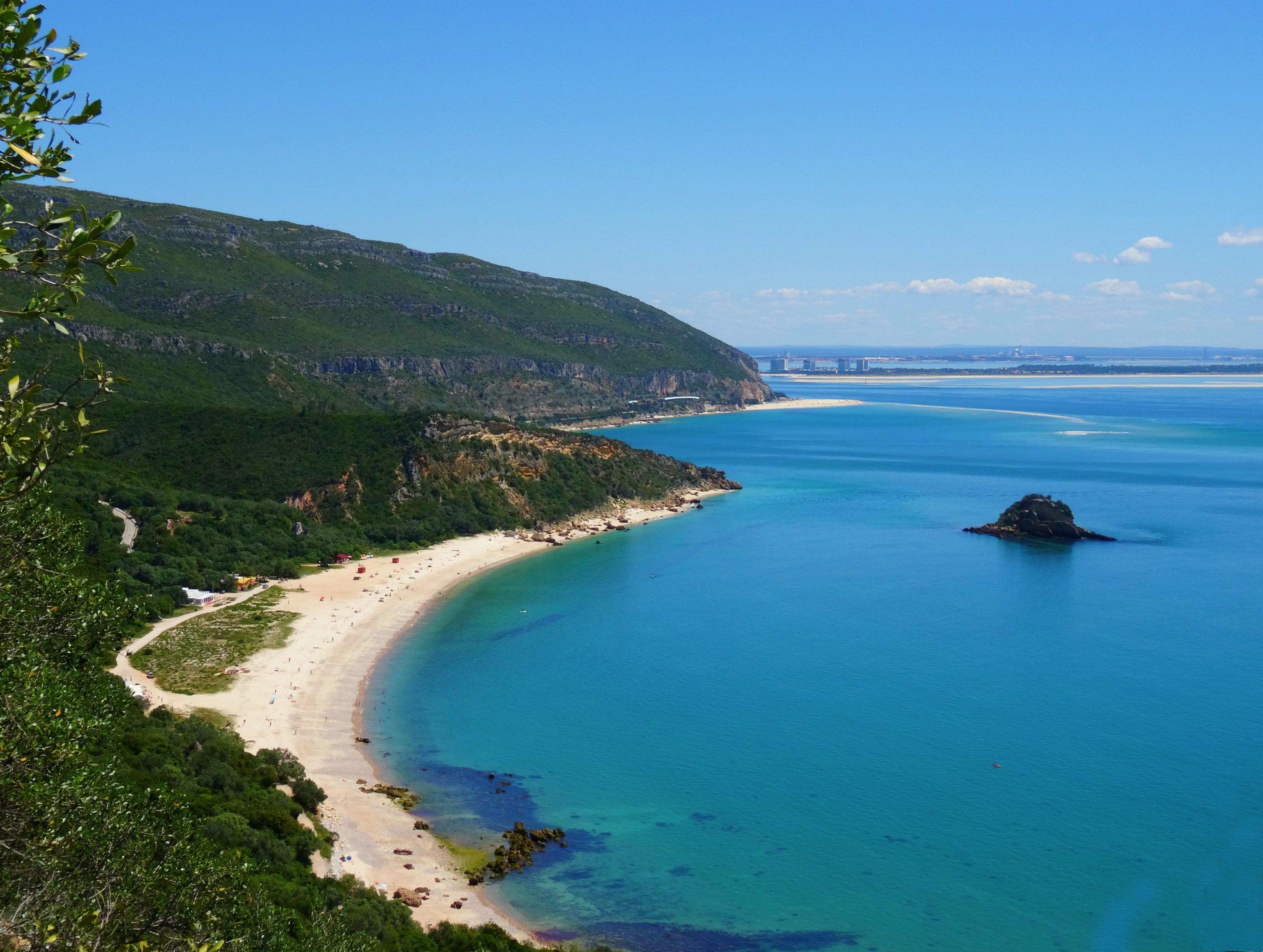
Vue de la plage de Portinho da Arrabida.